# Arpadere, İncirliova
Arpadere là một xã thuộc huyện İncirliova, tỉnh Aydın, Thổ Nhĩ Kỳ. Dân số thời điểm năm 2010 là 406 người.